# ネイティブ・サン (バンド)
ネイティブ・サン（Native Son）は、キーボード奏者本田竹曠とサックス奏者峰厚介を中心に1978年3月に結成された日本のフュージョン・バンド。

## 概要
1970年から1980年代後半にかけたフュージョン・ブームにおける代表的なバンドのひとつ。
代表曲である「スーパー・サファリ」「ウインド・サーフィン」は、1980年代から2000年代にかけて日本のテレビ・ラジオ局のBGMとして採用された。

## メンバー

### 中心メンバー
- 本田竹曠 - キーボード
- 峰厚介 - サクソフォーン

### その他のメンバー
- 川端民生 - ベース ※創設メンバー
- 村上寛 - ドラム
- 大出元信 - ギター
- ダミオン・ゴメス・ソウザ - クイーカ
- 福村博 - トロンボーン
- ロミー・木下 - ベース
- グレッグ・リー - ベース
- ルイス・ディ・アンドレード - ドラム
- セシル・モンロー - ドラム
- 米木康志 - ベース
- 本田珠也 - ドラム
- 藤原幹典 - サクソフォーン

## ディスコグラフィ

### アルバム
- 『ネイティブ・サン』 - Native Son (1979年、JVC)
- 『サバンナ・ホットライン』 - Savanna Hot-line (1979年、JVC)
- 『コースト・トゥ・コースト〜ライブ・イン・USA』 - Coast To Coast (Live In USA) (1980年、JVC) ※ニューヨーク「ボトムライン」などで収録された2枚組ライブ･アルバム
- 『シャイニング』 - Shining (1982年、JVC)
- 『リゾート』 - Resort (1983年、Polydor)
- 『カーニバル / ライヴ・アット・モントルー』 - Carnival ~Live At Montreux~ (1983年、Polydor)
- 『ガンボ』 - Gumbo (1984年、Polydor)
- 『デイブレイク』 - Daybreak (1985年、Polydor)
- 『ヴィアー』 - Veer (1986年、Polydor)
- 『アグンチャ (仲間たち)』 - Aguncha (1987年、Polydor) ※TAKEHIRO HONDA and ネイティブ・サン名義

### コンピレーション・アルバム
- 『ウインド・サーフィン』 - Wind Surfing (1983年、JVC)
- 『スーパー・ベスト』 - Super Best (1984年、JVC)
- 『アクア・マリン』 - Aqua Marine (1986年、Polydor)

### シングル
- 「サバンナ・ホットライン」 - "Savanna Hot-Line" (1979年、JVC)
- 「スーパー・サファリ」 - "Super Safari" / "Wind Surfing" (1979年、JVC)